# Penthoptera unicolor
Penthoptera unicolor là một loài ruồi trong họ Tachinidae.